# Danville, Kansas
Danville är en ort i Harper County i Kansas. Vid 2010 års folkräkning hade Danville 38 invånare.